# Teor-Kur jezici
Teor-Kur jezici (privatni kod: teor), malena skupina centralnih malajsko-polinezijskih jezika koji se govore na Molučkim otocima Teor, Kur i Ut u Indoneziji. 
Obuhvaća svega dva jezika, kur (kurski) na otku Kur [kuv] i susjednim manjim otocima, 3.180 (2000); i teor ili tio’or (teorski) [tev], na otocima Teor i Ut, s posebnim dijalektima, gaur kristen i ut.

## Vanjske poveznice
- Ethnologue (14th)
- Ethnologue (15th)